# Самаил
Самаил (също Самаел) е важен герой в талмуда, определян най-често като обвинител и разрушител.
Според някои легенди той е равен на Сатаната, или че Самаил е истинското или ангелско име на Дявола. Препратка в Библията за Самаел има в Книга на Исая, 14:4,12, където се споменава за „вавилонския цар“. Самаил обаче не може винаги да бъде идентифициран като Сатана, защото според някои преводи на Книгата на Енох ангелското име на Сатаната е Сатанаил.
Етимологията на думата Самаил е „Божия отрова“ което идентифицира Самаел с „Ангела на смъртта“. Напълно възможно е обаче името да е производно от сирийския бог „Шемал“.